# وادي أوتاوا

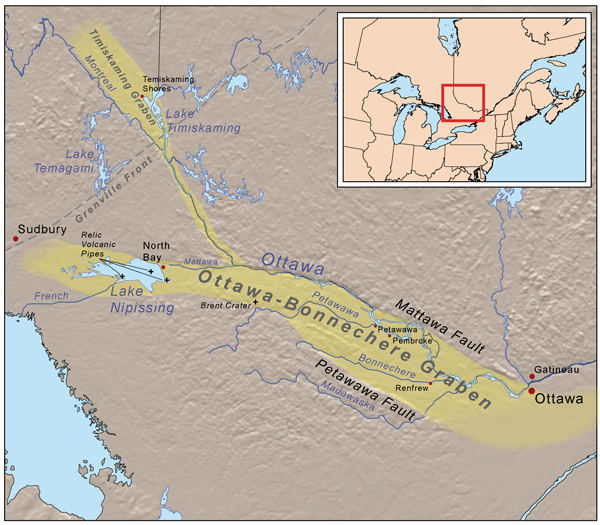
مخطط لوادي أوتاوا

وادي أوتاوا هو الوادي المحيط بنهر أوتاوا.